# Aeroporto di Napoli-Capodichino

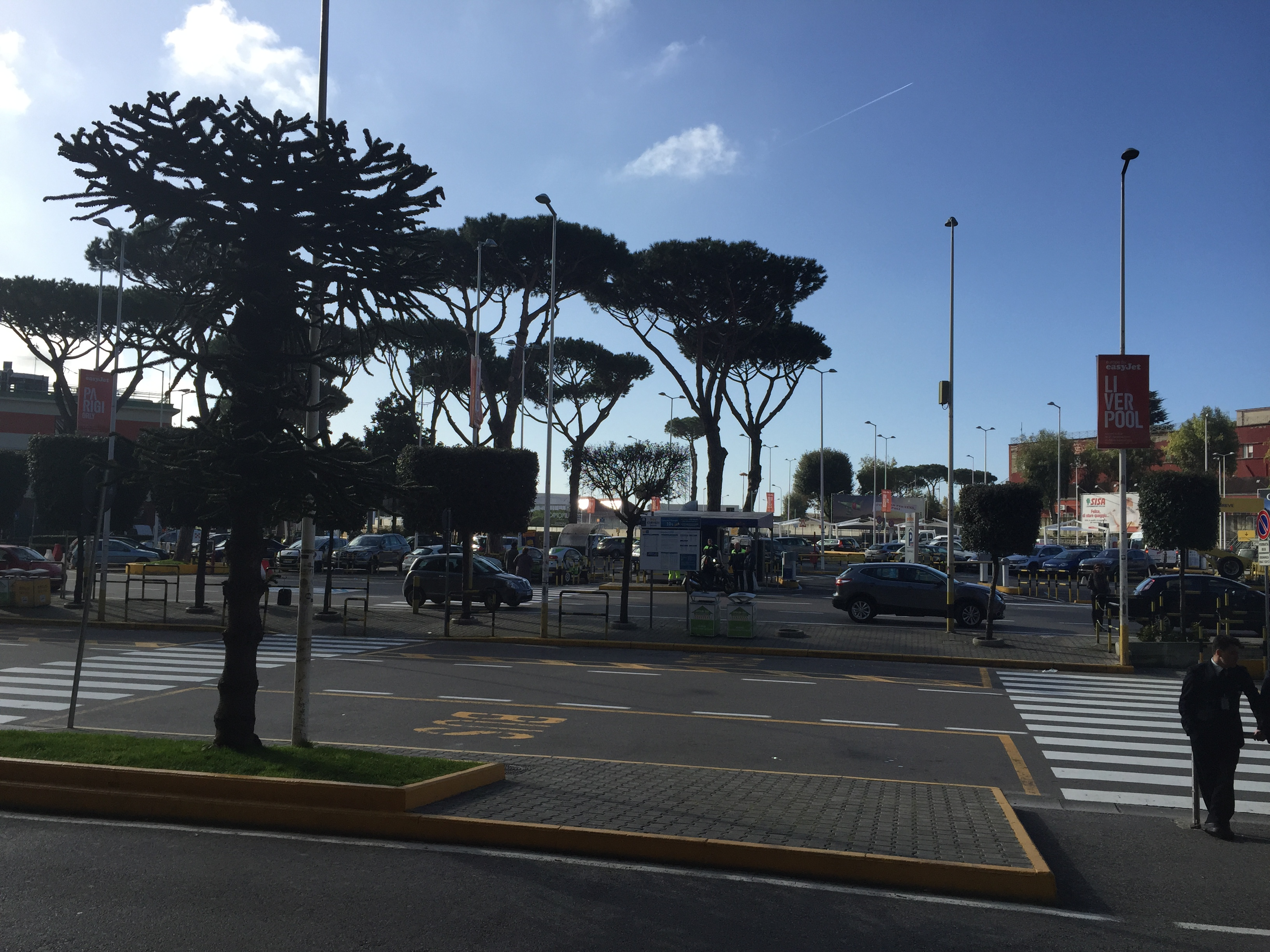
L'esterno dell'aeroporto.

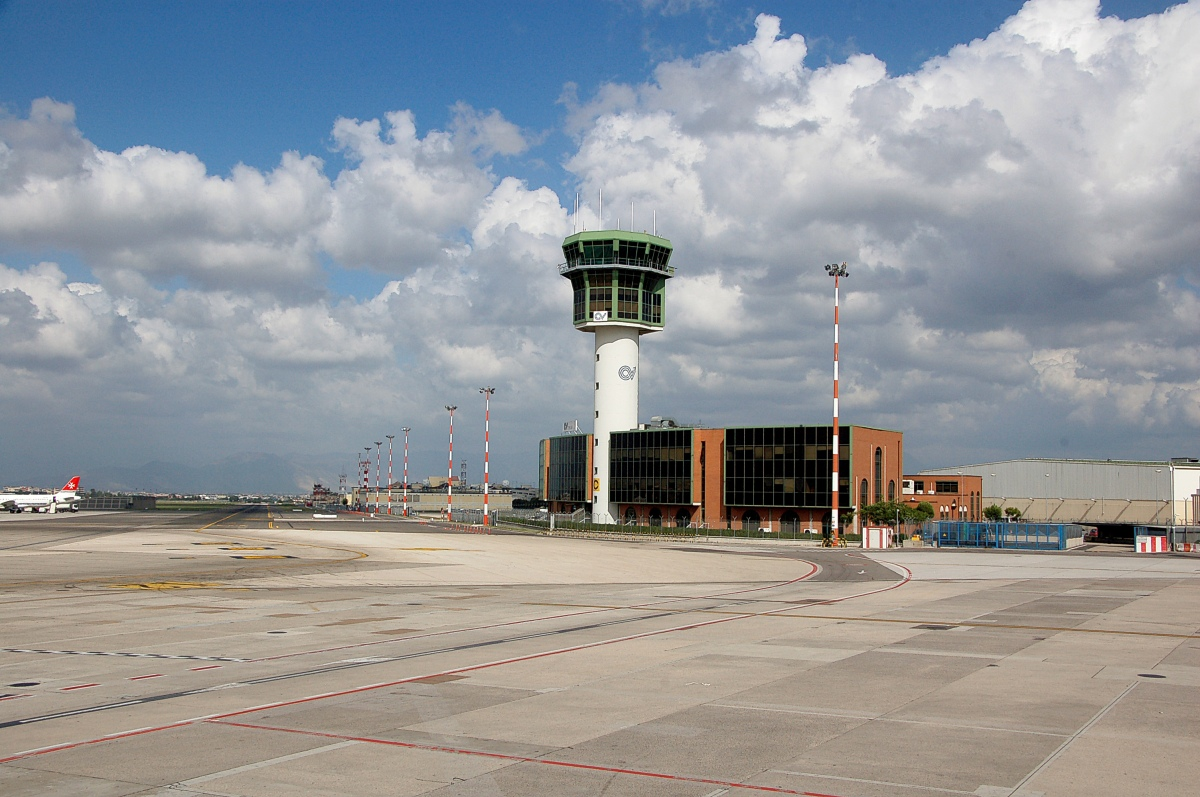
Torre di controllo dell'aeroporto, gestita da ENAV.

L'aeroporto internazionale di Napoli-Capodichino "Ugo Niutta" (IATA: NAP, ICAO: LIRN) è un aeroporto internazionale italiano situato a Napoli nella zona di Capodichino del quartiere San Pietro a Patierno. Intitolato all'aviatore Ugo Niutta, serve l'intera regione Campania. Secondo l’ENAC, nel 2024 l’aeroporto è risultato il quarto scalo nazionale, nonché primo nel Mezzogiorno. Si trova a circa 4 km dal centro di Napoli e dalla stazione centrale.
L'aeroporto è collegato con i principali scali europei e offre un elevato numero di destinazioni anche in Africa, Asia e America settentrionale. È una base operativa delle compagnie aeree low-cost easyJet, Ryanair, Volotea e Wizz Air.
Il 13 giugno 2017 all'aeroporto viene conferito il premio "Aci Europe Award" come migliore in Europa nella categoria 5-10 mln di passeggeri. Nel 2018, inoltre, ha vinto il titolo "fast and furious", risultando primo nella categoria che premia gli scali con la maggiore crescita in Europa (essendo passato dai 6 775 988 passeggeri del 2016 ai 8 577 507 del 2017, con un incremento del 26,6%).
L'aeroporto di Capodichino è stato il primo aeroporto d'Italia a usare bus elettrici, grazie a un partenariato tra Ge.s.a.c. e Handler, partito dall'inverno 2018. Esso presenta anche la tratta in assoluto più corta d'Italia, la Napoli-Roma Fiumicino, operata da ITA Airways.

## Ubicazione
L'infrastruttura è collocata principalmente nel quartiere di San Pietro a Patierno, al confine con Poggioreale e a pochi passi dal quartiere San Carlo all'Arena, in una zona denominata Capodichino. Una piccola parte della sua pista rientra nel comune di Casoria. Tutta la zona è densamente abitata. In particolare l'avvicinamento alla pista 6 implica il sorvolo a bassa quota di tutta la zona nord-occidentale di Napoli, area collinare della città.

## Storia

### Origini
Il vecchio Campo di Marte creato da Gioacchino Murat nel 1816, chiamato poi Piazza d'Armi, iniziò ad essere usato per i primi esperimenti di volo. Il terreno pianeggiante, di 44 ettari, a forma di rombo e posto a 72 metri sul livello del mare si prestava perfettamente ad essere utilizzato per gli aerei che stavano muovendo i primi passi.
La storia dell'aeroporto di Capodichino comincia all'inizio del XX secolo; infatti il 5 maggio 1910, tre aviatori stranieri e un italiano iniziano le prime esibizioni di velivoli sull'allora Campo di Marte, un ampio territorio pianeggiante già impiegato in epoca borbonica come luogo per addestramenti ed esibizioni militari. Manifestazioni aeree sportive si susseguirono fino al 1913.   
Il 23 aprile 1912, su iniziativa del Circolo Aeronautico Napoletano, si alzò in volo Rosina Ferrario, prima donna italiana a conseguire il brevetto di pilota e settima al mondo. Durante l’esibizione, sorvolando Napoli, lanciò garofani rossi in segno di omaggio alla città.
Lo scoppio della prima guerra mondiale pose fine alle gare sportive, sostituite da esperimenti militari. 
Dopo il bombardamento di Napoli nella notte tra il 10 e l'11 marzo 1918, ad opera del dirigibile tedesco Zeppelin LZ 104 che partito dalla Bulgaria lancia 6400 kg di bombe colpendo il Cantiere Pattison, il centro città e lo stabilimento ILVA di Bagnoli causando una trentina di vittime, si decise l'ampliamento del campo di volo. All'evento seguì un'interpellanza parlamentare sulla mancata difesa della città e i provvedimenti di potenziamento dell'aeroporto. 
Nel 1919 apre un'aerostazione civile per 17 aerei di linea di varie compagnie aeree.

### L'aeroporto militare

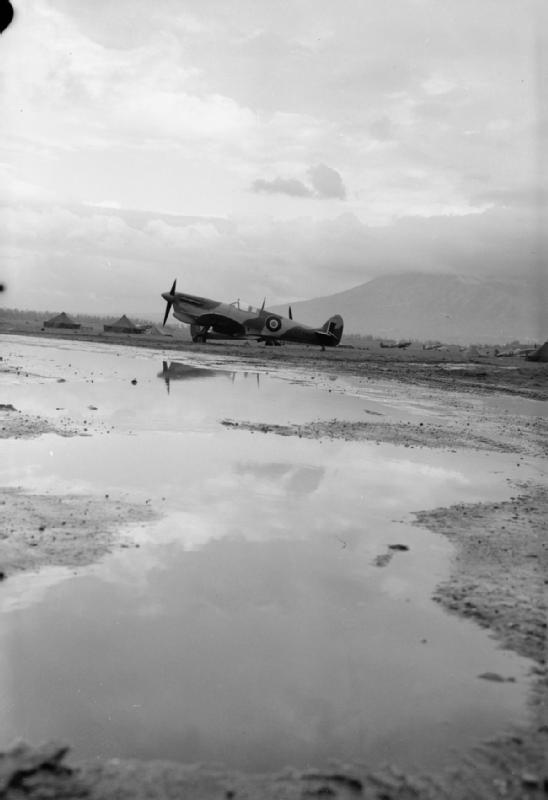
Aereo della RAF a Capodichino durante la seconda guerra mondiale

Dopo essere stato impiegato come campo di volo nell'ultimo anno della Prima guerra mondiale, fu costruito come aeroporto militare, intitolato Aeroporto militare del Campo di Marte della Regia Aeronautica e progettato per essere sede della Regia Accademia Aeronautica. Accanto all'ingresso, situato all'epoca in via Nuovo Tempio, vennero costruiti due hangar, di cui uno capace di ospitare un piccolo dirigibile. L'intitolazione all'aviatore "Ugo Niutta" avvenne il 19 giugno 1921. 
Al termine della grande guerra la regia aeronautica prese possesso dell'aeroporto provvedendo ad un primo ampliamento della pista. Con il regio decreto 444 del 1º marzo 1925 si procedette all'esproprio di alcuni terreni. Venne aperto un nuovo ingresso da piazza Capodichino (oggi piazza Giuseppe Di Vittorio).

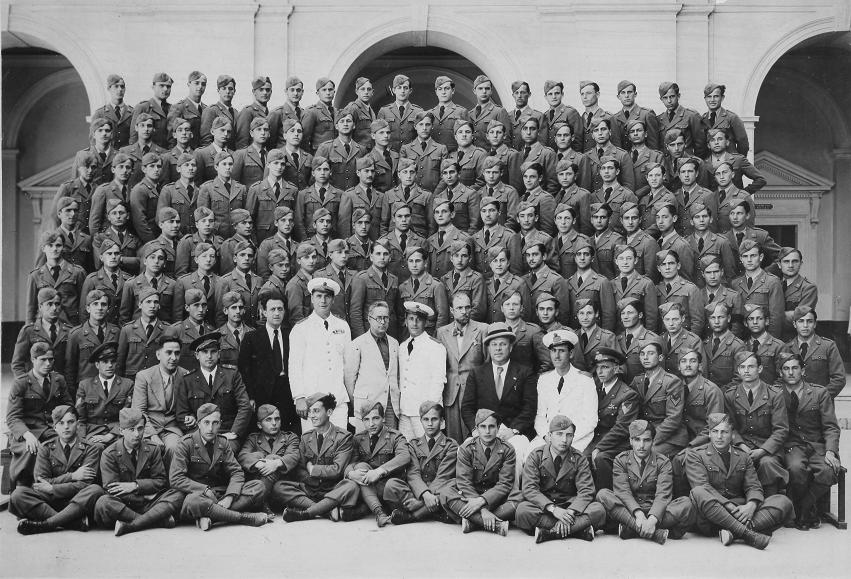
Scuola specialisti Regia aeronautica di Capodichino, classe 1935

Dal 1935 al 1939 è stato sede della Scuola Specialisti della Regia Aeronautica. Sul finire degli anni trenta e agli inizi degli anni quaranta si procedette allo sviluppo della pista lungo una nuova direttrice.
Durante la Seconda guerra mondiale vi era stanziato il 22º Gruppo autonomo caccia terrestre, organizzato su quattro Squadriglie (359ª, 362ª, 369ª e 371ª Squadriglia) che operavano con un misto di velivoli da caccia Macchi M.C.202 Folgore, Reggiane Re.2001, Macchi M.C.200 e Fiat C.R.42CN per volo notturno, ricevendo alla fine del mese di febbraio anche i Dewoitine D.520, la 371ª Squadriglia Caccia della Regia Aeronautica equipaggiata con Macchi M.C.202 Folgore e a marzo i primi Reggiane Re.2005 Sagittario.
Dopo lo sbarco alleato fu usato intensamente dall'United States Army Air Forces, allora componente aerea dell'United States Army (esercito) statunitense, per la Campagna d'Italia. La Twelfth Air Force lo utilizzò come campo base, stazionando le seguenti unità aeree:
- 79th Fighter Group, 00.01.1944-00.05.1944, P-40 Warhawk
- 47th Bombardment Group, 22.03.1944-25.04.1944, Douglas A-20 Havoc/Boston
- 33rd Fighter Group, 15.04.1944-28.05.1944, P-47 Thunderbolt

Quando le unità da combattimento furono rimosse, il Comando Aviazione statunitense iniziò ad usare l'aeroporto come scalo principale per gli aerei da carico e per il transito di aerei e personale di ritorno dalle missioni.
Nella primavera del 1946 l'Aeronautica Militare vi invia il 10º Gruppo fino al 16 giugno 1956. Nel 1948 gli alleati procedettero ad un nuovo ampliamento della pista portandola alla lunghezza di 2100 m.
Dal 1º settembre 1953 arriva anche il 12º Gruppo caccia fino al 16 giugno 1956.
Dal 1948 al 1956 fu sede del 4º Stormo e, quindi, della 4ª Aerobrigata Intercettori.
Nel 1957 giunse l'86º Gruppo Antisom, dotato di velivoli Grumman S2F Tracker e vi rimase fino al 197.

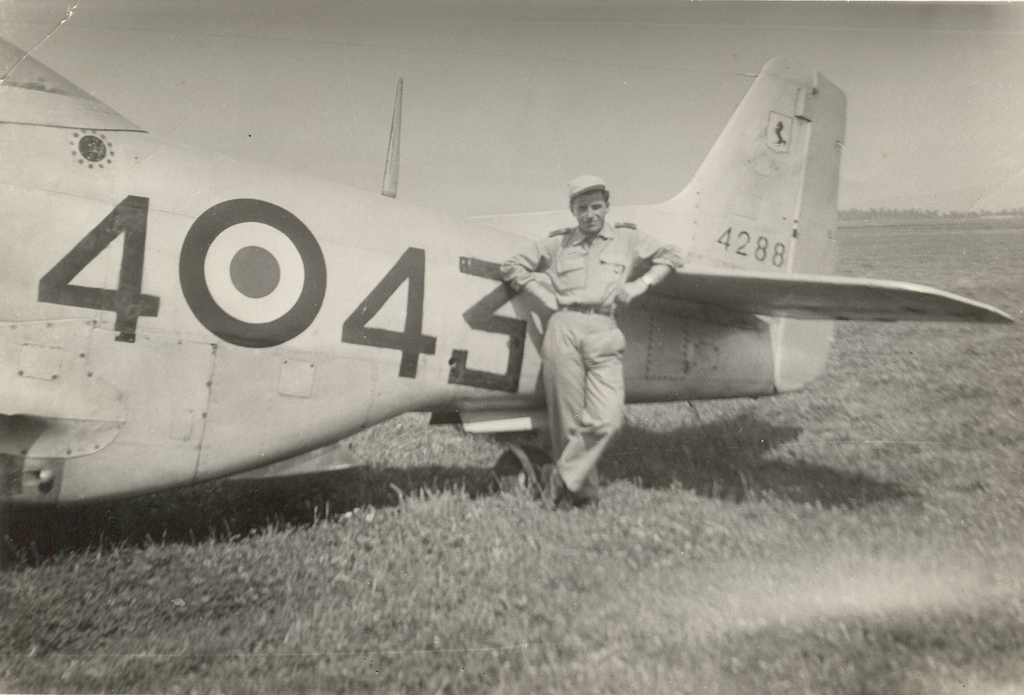
Un Mustang F51-D del 4º Stormo quando era di stanza a Capodichino

Dagli anni dell'immediato dopoguerra, Capodichino è progressivamente diventato anche un importante polo manutentivo della forza armata.
Tale periodo comincia il 1º gennaio 1948 con la costituzione, nell'ambito del riassetto organizzativo dell'Aeronautica Militare, del 5º Reparto Tecnico Aeromobili (5º R.T.A.), rinominato in 5º Gruppo Manutenzione Velivoli (5° G.M.V.) a partire dal 1º novembre 1985. 
In questo periodo, al reparto sono stati affidati compiti di efficientamento di un ampio spettro di velivoli da addestramento, tra cui i Lockheed T-33 Shooting Star e gli Aermacchi MB-326 della Scuola Volo Basico Avanzato Aviogetti di Amendola.
Con la radiazione dell'Aermacchi MB-326 nel 1996, la missione del reparto è stata ridefinita da centro di manutenzione di III livello tecnico a gestione Air Ground Equipment.

### L'aerostazione civile
Dal 1950, l'aeroporto di Capodichino sara aperto anche al traffico civile, per permettere ciò, la pista fu ancora allungata arrivando a 2150 m. Da quella data inizia un continuo sviluppo dello scalo, culminato nel 1997 con la privatizzazione e un piano di investimenti, per un valore di 145 milioni di euro. 

#### Privatizzazione e Gesac
La Gesac è stata costituita nel 1980, a maggioranza pubblica, su iniziativa degli enti locali e dell'Alitalia (la quota di quest'ultima è stata successivamente rilevata dalla SEA di Milano).
Nell'agosto del 1997, gli enti pubblici azionisti hanno ceduto alla British Airports Authority, gruppo inglese leader nel mondo nella gestione aeroportuale, ognuno, il 35% delle azioni in proprio possesso. Con l'acquisizione del pacchetto azionario di maggioranza da parte di BAA, lo scalo di Napoli è il primo aeroporto italiano ad essere privatizzato.
La privatizzazione matura dalla consapevolezza dei soci pubblici (Comune e Provincia di Napoli) e del management dell'importanza strategica di una gestione privatistica dello scalo per lo sviluppo dell'aeroporto e dell'intero territorio. Lo stesso anno aprirà il Terminal 2, smantellato nel 2015.
Nel maggio 1999, BAA cede una quota azionaria pari al 5% all'Interporto Campano S.p.A. (partecipazione oggi detenuta attraverso la società Aliport S.r.l.).

### Sviluppi recenti
Nel giugno 2006 il Consorzio ADI – Airport Development Investment Ltd. – guidato dal gruppo spagnolo Ferrovial, acquisisce la proprietà del gruppo BAA, divenendo l'azionista di riferimento della Società di Gestione.
Il 21 dicembre 2010, in seguito all'accordo siglato il 1º ottobre, è stata perfezionata la cessione della maggioranza azionaria di Ge.s.a.c., e, dunque, il passaggio definitivo dal gruppo spagnolo Ferrovial al gruppo italiano F2i, società italiana di gestione del risparmio.

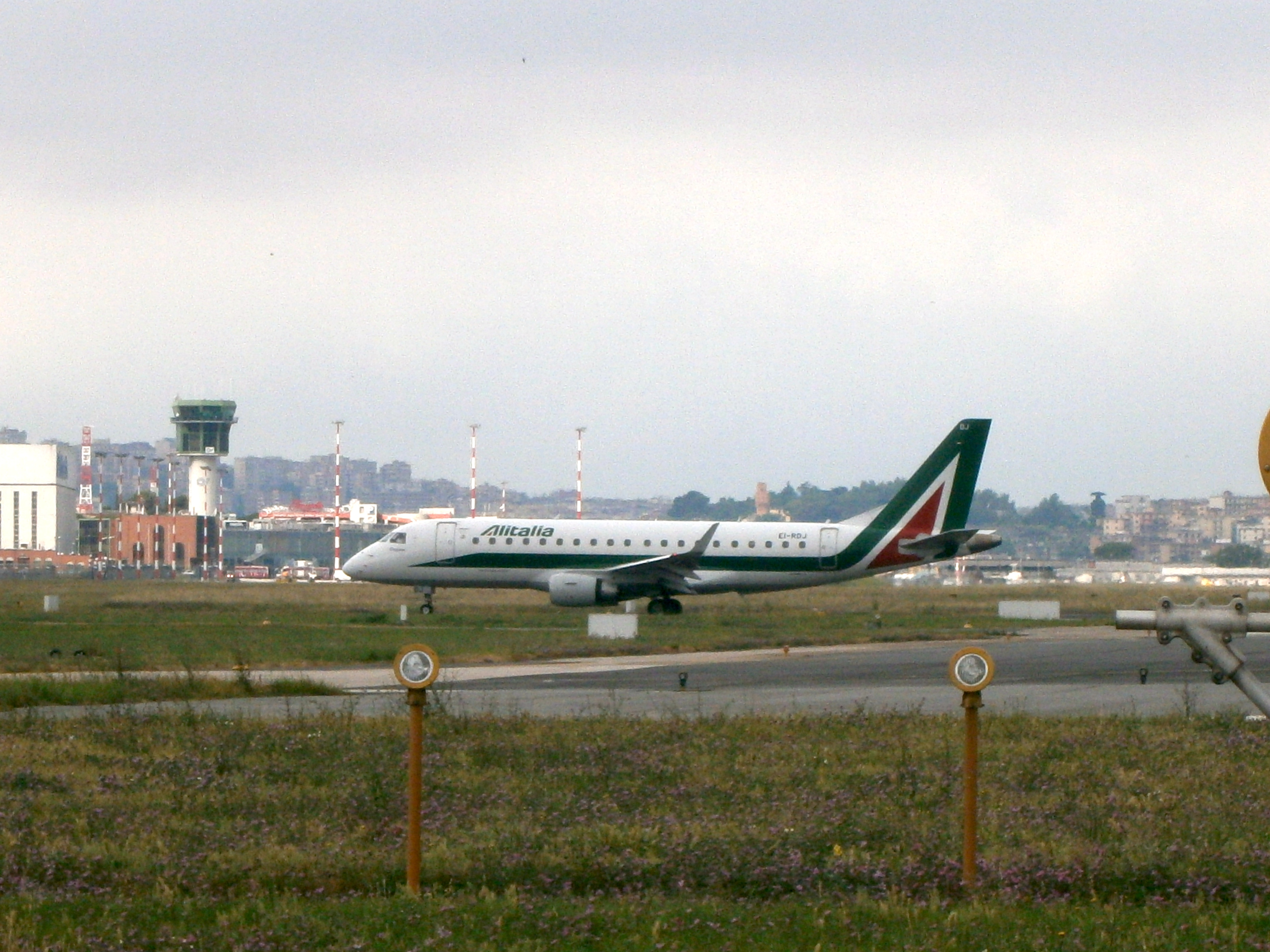
Embraer 175 Alitalia in uscita dalla pista.

In data 6 febbraio 2015 F2i ha firmato un accordo di vendita del 49% di F2i Aeroporti S.p.A. alla cordata composta da Ardian (60%) e Credit Agricole Assurances (40%). A seguito di questa cessione F2i Aeroporti ha cambiato la sua denominazione sociale in 2i Aeroporti S.p.A..
Dal 1° marzo 2016 l'aeroporto ospita l'Aeroporto Archeologico, un percorso espositivo permanente concepito da Gesac e dalla Soprintendenza della Campania in collaborazione col MIBACT. Le opere incluse, tra cui statue di Nike, Hermes, Trittolemo e Urania, provengono dai musei archeologici di Napoli e Capua e introducono i viaggiatori alla cultura italiana fin dallo scalo.
Il 24 ottobre 2019 è stato sottoscritto l'atto di fusione per incorporazione di Aeroporto di Salerno S.p.A. in Gesac S.p.A., dando via alla nascita di un sistema aeroportuale campano integrato e complementare.
Dal maggio 2022 riprendono i voli americani sempre operati da United Airlines fino ad Ottobre.
Nel 2023 la United Airlines raddoppia aggiungendo da Giugno un secondo volo giornaliero fino ad Ottobre dello stesso anno.
Nel 2024 ai due voli giornalieri per Newark della United Airlines si aggiungono un volo diretto per New York JFK operato da Delta Air Lines e un altro diretto a Philadelphia operato da American Airlines.

## Gestione
È stato il primo aeroporto italiano a essere privatizzato ed è gestito da Gesac S.p.A. (Gestione Servizi Aeroporti Campani), una società controllata dalla britannica BAA (Heathrow Airport Limited), società che gestisce anche gli aeroporti di Londra. Essa gestirà gli aeroporti di Capodichino e Salerno fino al 2045.
Nell'ottobre 2010 torna a essere italiana: F2i ha acquisito da BAA il 65% delle azioni Ge.s.a.c.. L'accordo era subordinato al parere dell'Autorità garante della concorrenza e del mercato e alla mancanza dell'esercizio del diritto di prelazione degli enti locali (Comune di Napoli e la non più esistente Provincia di Napoli, presenti azionisti con il 12.5%, avevano 60 giorni di tempo per esprimersi in merito).
La maggioranza degli aeromobili presenti è composta da Boeing 737 e Airbus A320. Inoltre l'aeroporto accoglie anche il Boeing 787 della livrea Thomson, infatti il primo atterraggio è stato il 15 luglio 2016 con 280 passeggeri provenienti da Londra (Gatwick) e questo aeromobile sarà operativo durante ogni stagione estiva. Dal 23 maggio 2019 e fino al 26 ottobre dello stesso anno è stato operativo il volo diretto per New York della United Airlines operato da un Boeing 767. L'Aeroporto era hub secondario di Air Italy (ex Meridiana) e base della compagnia EasyJet e Ryanair. A partire dal 1º luglio 2018 è iniziato il servizio giornaliero per Mosca operato da Aeroflot, la compagnia di bandiera russa.
Al 2022 dipendono dal Comando Aeroporto "Ugo Niutta":
- 5º Gruppo Manutenzione Velivoli,
- 12º Servizio Tecnico Distaccato,
- 2 Sezioni Aeree della Guardia di Finanza,
- 6º Reparto Volo della Polizia di Stato.[15]

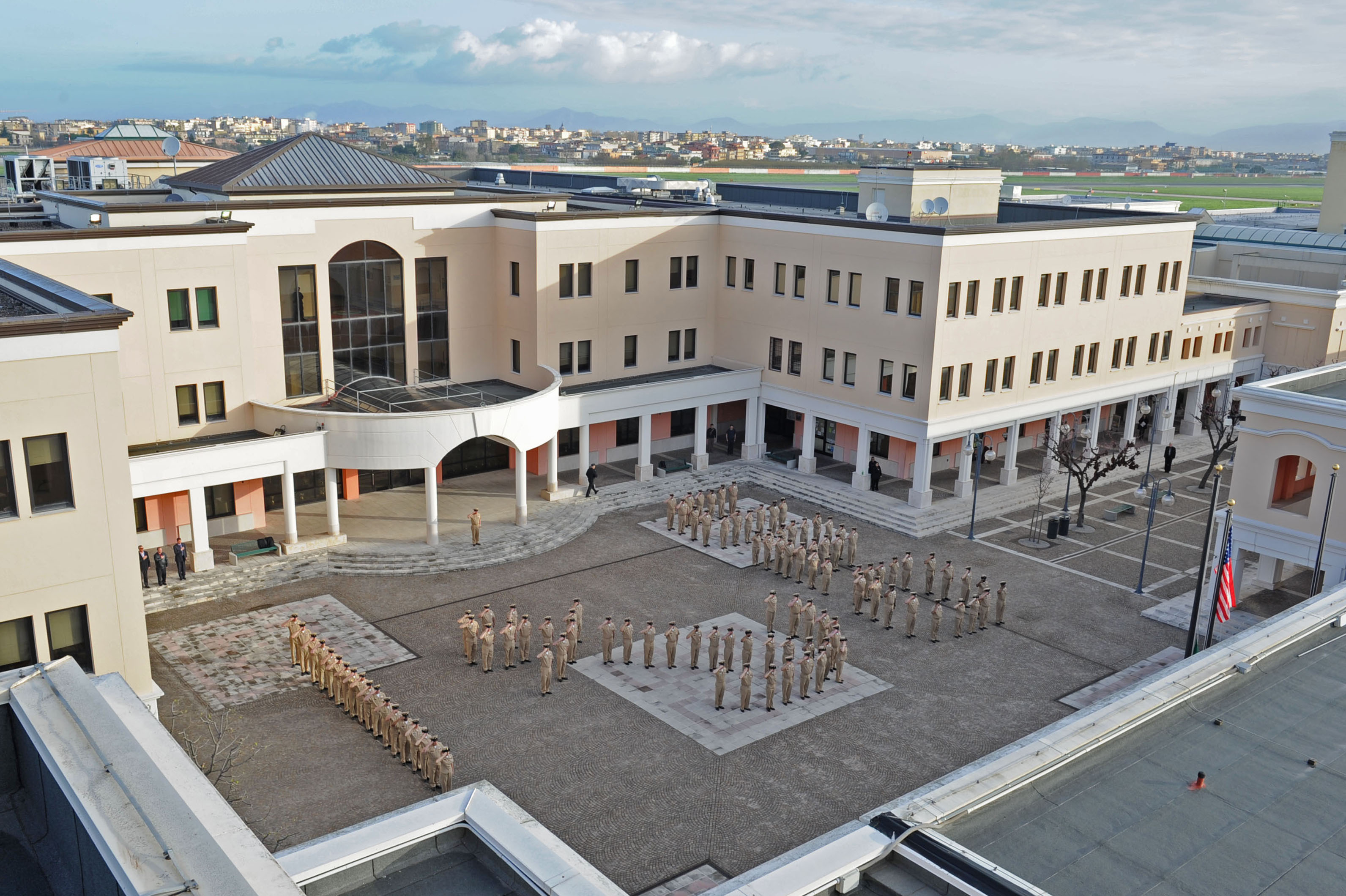
Il comando navale statunitense a Capodichino

Nel sedime dell'aeroporto ha sede la Naval Support Activity Naples della Marina statunitense.

### Compagine azionaria
Dal 20 dicembre 2019, la compagine azionaria della società GESAC risulta essere:
- 2i Aeroporti S.p.A. - 83,125%
- Città metropolitana di Napoli - 11,875%
- Consorzio Aeroporto Salerno Pontecagnano S.c.a.r.l.- 5%[12]

2i Aeroporti Spa è la holding che detiene, inoltre, le seguenti partecipazioni in altri aeroporti Italiani: 36,39% SEA S.p.A. (Aeroporti di Milano), 90,28% SAGAT S.p.A. (Aeroporto di Torino), 4,09% ADB S.p.A. (Aeroporto di Bologna) e 55% del capitale di Aeroporto Friuli Venezia Giulia S.p.A. (Trieste); mentre F2i Aeroporti 2 Srl detiene il 71,25% della SO.GE.A.AL. S.p.A. (Aeroporto di Alghero).

## Operazioni

### Dati tecnici

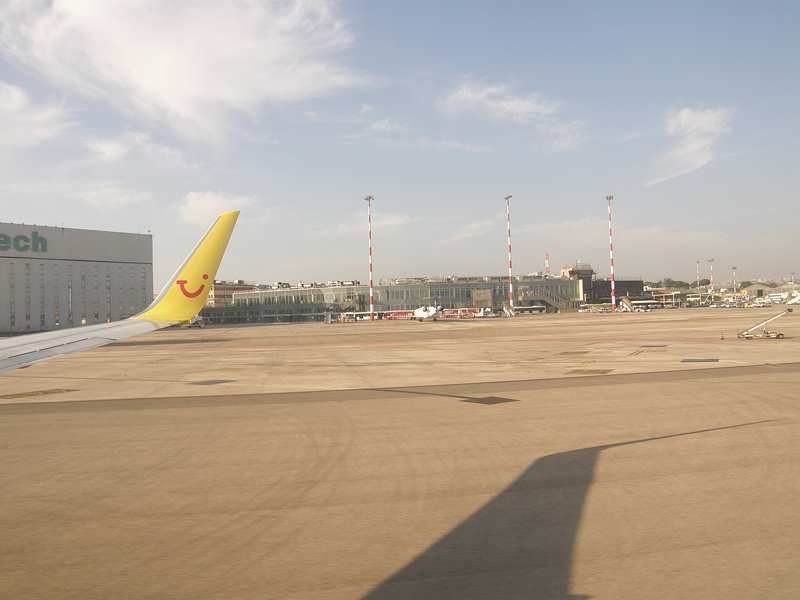
Veduta della pista.

L'aeroporto di Napoli-Capidichino è dotato di una pista lunga 2628 m e larga 45 m, con orientamento 6-24, in conglomerato bituminoso con indicatore PAPI e ILS. Secondo la classificazione ICAO, la pista rientra nella categoria 4D ed è in grado di sostenere un carico fino a PCN 90/F/B/W/T, il che la rende adatta ad accogliere aeromobili di medie e grandi dimensioni. L'orientamento magnetico è pari a 056°/236°.
Entrambe le testate della pista sono dotate di sistemi PAPI per l'indicazione visiva della traiettoria di discesa e di impianti ILS di categoria I, che garantiscono un atterraggio sicuro anche in condizioni di visibilità ridotta. Il sistema di rullaggio si articola in due taxiway principali: la taxiway sud (TS) e la taxiway nord (TN). Quest’ultima ha una larghezza di circa 23 metri (75 piedi) ed è classificata con PCN 78/F/B/X, mentre la TS presenta caratteristiche simili con una larghezza inferiore, pari a circa 15 metri (49 piedi). Le due taxiway sono collegate alla pista e ai piazzali tramite numerosi raccordi contrassegnati con lettere dalla A alla M, che garantiscono una movimentazione fluida degli aeromobili.
Il sedime aeroportuale dell’Aeroporto di Napoli-Capodichino si estende su una superficie di circa 233 ettari, di cui 8 ettari sono occupati da aerostazione e aree di parcheggio. L'area adiacente ospita una base militare statunitense, che si sviluppa su ulteriori 41 ettari. L'aeroporto si trova a un’altitudine di 89,61m sul livello del mare, con un'altitudine di transizione fissata a 8.000 piedi (2440m circa).
| RWY | TORA | ASDA | TODA | LDA  |
| --- | ---- | ---- | ---- | ---- |
| 24  | 2628 | 2628 | 2778 | 2438 |
| 06  | 2628 | 2628 | 2758 | 2229 |

Consiste in tre piazzali per la sosta aeromobili:
- Apron 1 comprendente 26 stand di cui 6 di tipo self-manoeuvring e 20 nose-in.
- Apron 2 comprendente 6 piazzole nose-in.
- Apron 3 comprendente 4 piazzole nose-in - con sistema di guida al parcheggio di tipo: A-VDGS (Advanced Visual Docking System).
- Si distinguono una via di rullaggio principale TS posizionata a sud, un'ulteriore taxiway a nord - TN - più i diversi raccordi A, B, BC, C, D, E, F, G, H, L, M.

In passato, queste aree erano suddivise in tre piazzali principali, noti come Apron 1, Apron 2 e Apron 3, dotati di sistemi di guida visiva avanzati (A‑VDGS – Advanced Visual Docking Guidance System). Le infrastrutture di rullaggio e parcheggio sono progettate per sostenere un carico massimo per ruota pari a circa 61.600 libbre, ovvero oltre 28.000 chilogrammi, rendendo lo scalo compatibile con gran parte della flotta commerciale in servizio.
L'aeroporto di Napoli Capodichino (classe ICAO 4D) aveva sino al 2008 la qualifica di aeroporto militare aperto al traffico aereo civile, sino a quando non è stato emanato il D.M. del 14 febbraio 2008 (G.U. nº 105 del 06/05/2008) che modificandone il precedente status lo ha configurato come scalo civile aperto al traffico militare.
Le infrastrutture dello scalo napoletano sono "aperte" e disponibili 24 ore su 24, anche se l'operatività delle stesse si svolge dalle ore 06:00 lt alle ore 23:00 lt, nel rispetto di quanto disposto dal D.P.R. 476/99 nel suo art. 1. La media giornaliera dei voli è di circa 170 movimenti (decolli e atterraggi).
L'aeroporto è dotato dei più sofisticati sistemi tecnologici per permettere l'atterraggio preciso degli aeromobili in condizioni di scarsa visibilità, come il sistema ILS, disponibile sia per la pista 24 che per la pista 06.

### Servizi aeroportuali
- Autonoleggi
- Biglietteria aerea
- Check-in veloce
- Deposito bagagli
- Polizia di frontiera
- Ufficio doganale
- Ascensori e scale mobili
- Ufficio Informazioni
- Internet point
- Pronto soccorso
- Sala amica PRM (Passeggeri a ridotta mobilità)
- Sale riunioni
- Bancomat
- Bar e fast food
- Ristoranti
- Shopping e duty free
- Wi-Fi gratuito
- Servizi Igienici
- Autobus
- Taxi
- Parcheggio
- Telefono pubblico
- Aree per l'attesa
- Cappella
- Box tour operator
- Fly: sistema valigia sicura
- Ufficio Bagagli smarriti

## Terminal

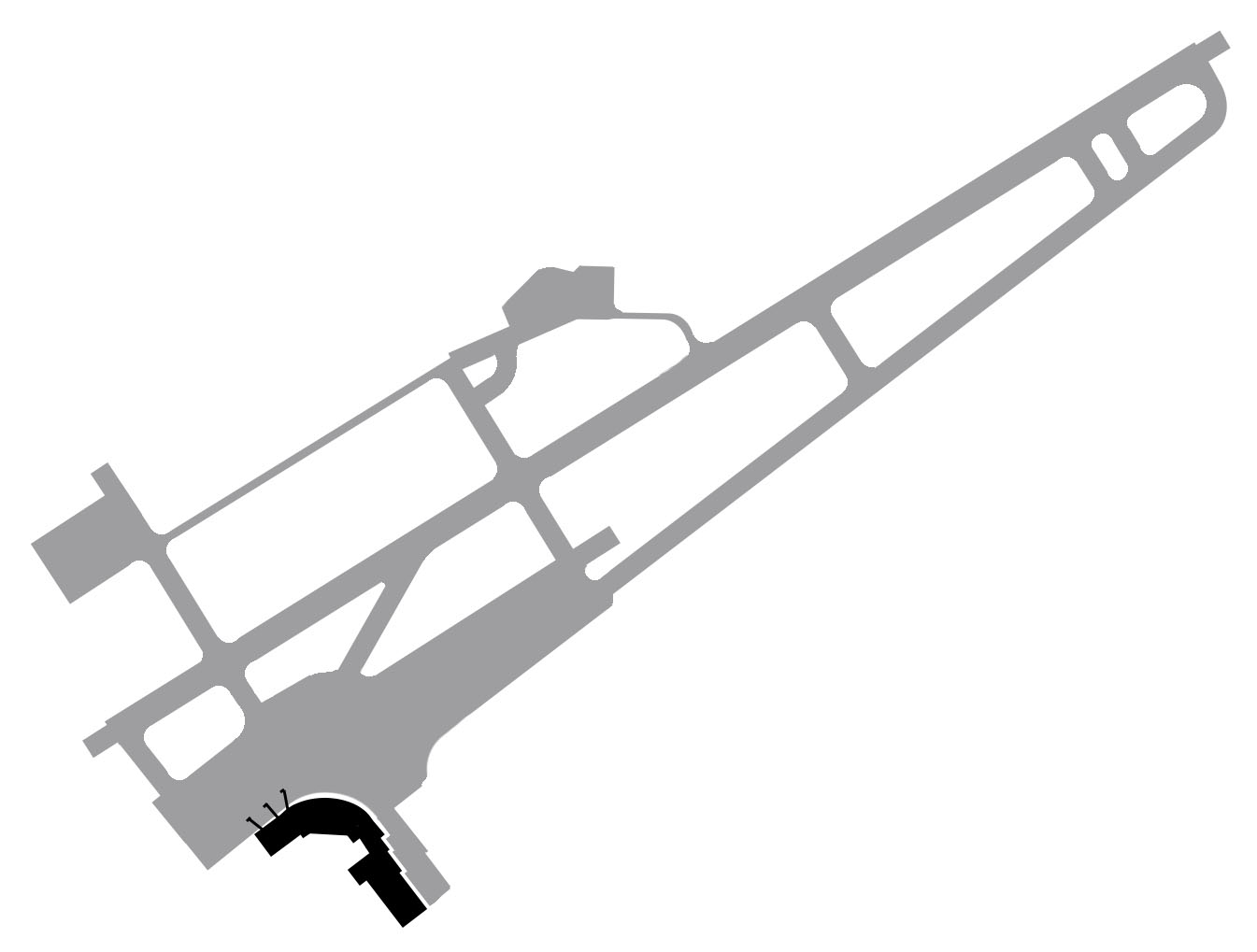
Mappa dell'aeroporto

L'aeroporto è attualmente composto da un solo terminal, il Terminal 1, recentemente rinnovato e ampliato per fronteggiare il crescente traffico passeggeri, incompatibile con le dimensioni della precedente aerostazione.

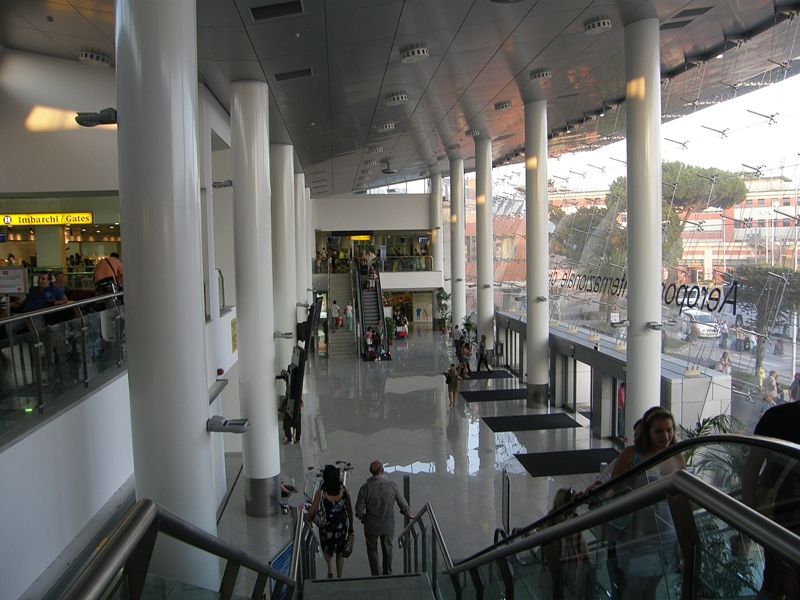
Entrata e area check-in

Il Terminal 1, operativo tutti i giorni dalle ore 04:00 alle 22:30, è suddiviso in aree distinte per le partenze e gli arrivi, entrambe situate all’interno dello stesso edificio. L'area partenze è dotata di 59 banchi per il check-in tradizionale, affiancati da 13 chioschi self check-in automatizzati, mentre la zona imbarchi comprende 20 gate.
All’interno del terminal sono presenti negozi, bar, ristoranti e punti vendita duty-free. Sono disponibili anche lounge riservate ai passeggeri di classe business e frequent flyer. Il terminal è interamente coperto da rete Wi-Fi gratuita.

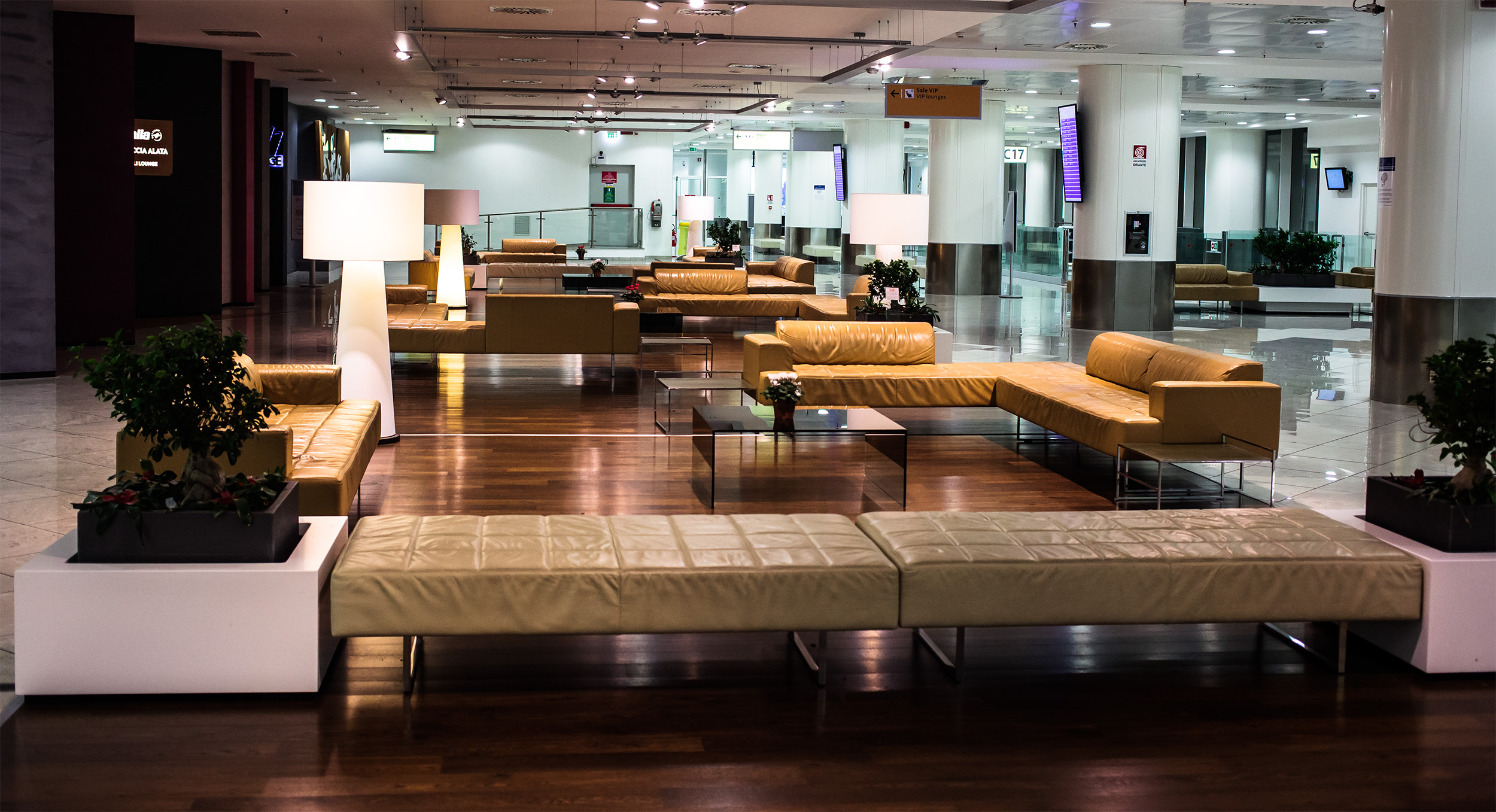
La sala di attesa passeggeri

Un servizio distintivo è lo sportello Al Volo, gestito dal Comune di Napoli, che consente ai cittadini italiani in partenza entro 48 ore di richiedere in via straordinaria il rilascio della carta d'identità cartacea.
Per quanto riguarda i controlli di sicurezza e immigrazione, il terminal è fornito di 11 linee per il controllo di sicurezza e 16 linee automatizzate per il controllo dei passaporti (eGate). Infine, l’area arrivi è attrezzata con sette nastri per la riconsegna dei bagagli.
Nel 1995 fu inaugurato il Terminal 2 per voli charter e nel 2000 Carlo d'Inghilterra inaugurò la nuova sala partenze. Ad agosto 2015 il Terminal 2 venne smantellato, fino alla sua definitiva demolizione avvenuta a settembre 2015. Al suo posto verrà costruita la stazione Capodichino Aeroporto della Linea 1 della metropolitana.

## Criticità e linee di sviluppo

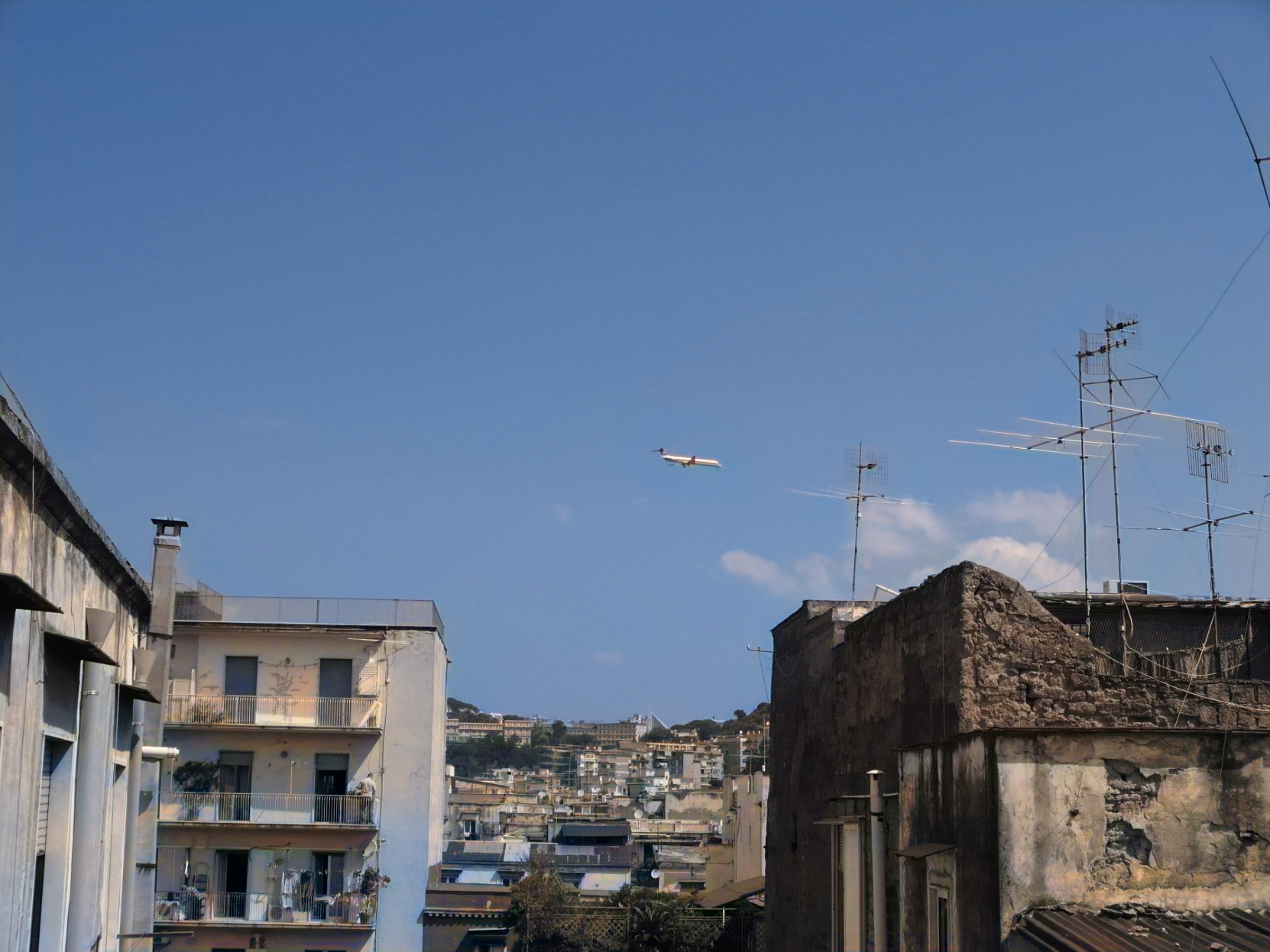
Un MD-80 della Meridiana Fly in avvicinamento alla pista 06

L'espansione urbana dell'ultimo mezzo secolo ha completamente inglobato la struttura nell'agglomerato metropolitano della città. Ciò, se da un lato presenta l'indubbio vantaggio di avere un aeroporto facilmente raggiungibile dal centro (in futuro anche in metropolitana), dall'altro presenta una serie di inconvenienti non trascurabili; primo fra tutti il rischio connesso all'uso di una simile struttura in area densamente abitata (si tenga presente che a Capodichino opera anche l'United States Navy, con il trasporto di esplosivi e altro materiale pericoloso). Anche a causa di queste criticità, il vigente Piano Regolatore Comunale di Napoli prevede lo spostamento dell'aeroporto e la destinazione dell'area a parco (zona F, sottozona Fc - Parchi di nuovo impianto).
Con l'adozione di specifici e puntuali provvedimenti, il rumore generato dagli aeromobili in decollo, che fino al 2006 costituiva un elemento di forte criticità, è stato oggetto di forte mitigazione grazie ad un'attenta e continua attività sanzionatoria e di monitoraggio avverso i voli non rispettosi della prescritta procedura. In ogni caso l'Aeroporto di Napoli Capodichino affronta le problematiche afferenti agli aeromobili in decollo e atterraggio, in un contesto molto più ampio che lo vede operare adempiendo a quanto prescritto dall'art. 1 del D.P.R. 476/99 prevedente il divieto di qualsiasi attività su tutti gli aeroporti d'Italia (salvo specifiche deroghe), dalle ore 23:00 lt alle ore 06:00 lt. Pur dovendosi confrontare necessariamente con zone confinanti estremamente antropizzate, sono stati recentemente portati a compimento i lavori per la realizzazione di nuove piazzole di sosta, comprendenti 6 stalli, ricavati nell'area militare dell'aeroporto, a nord-ovest rispetto al molo passeggeri. I nuovi stalli sono resi raggiungibili grazie ad un raccordo creato ex-novo, prosecuzione del già esistente raccordo C. Inoltre il molo stesso è stato sottoposto a notevoli lavori di rimodernamento ed espansione, che hanno aumentato il comfort dei passeggeri, con una nuova area partenze, maggiori banchi accettazione e nastri trasportatori, nonché 3 ponti d'imbarco.
Dal 13 marzo 2018 è in vigore il piano di rischio aeroportuale che riguarda un'area del Comune di Napoli limitrofa all'aeroporto di Capodichino, redatto in adempimento dell'obbligo previsto dal Codice della Navigazione D.Lgs n. 96/2005 e s.m.i., che prevede vincoli alle proprietà private ubicate nelle aree limitrofe agli aeroporti aperti al traffico civile, al fine di mitigare le conseguenze di eventuali incidenti.
Il PRA si compone di alcuni elaborati di analisi con relativa relazione, di due tavole per l'individuazione delle zone di tutela, nonché di una relazione contenente le norme di attuazione.
Oggetto del PRA è la mitigazione del rischio generato dal volo rispetto al territorio in funzione della probabilità statistica di incidenti. A tal fine il piano individua le zone a diversa gradazione di rischio e per esse definisce le restrizioni alla vigente disciplina urbanistica relativamente alla presenza umana ed alle attività non compatibili per la potenziale amplificazione delle conseguenze di eventuali incidenti.
In funzione del grado di rischio, secondo le modalità indicate nel Regolamento aeroporti, sono individuate quattro zone di tutela, denominate A, B, C e D. In tali zone, con gradualità in funzione del grado di rischio, le norme del PRA prevedono limitazioni alle possibili edificazioni residenziali al fine di mitigare l'esposizione degli abitanti ai rischi di incidenti aerei. Le limitazioni interessano, altresì, le attività riportate negli allegati 1, 2 e 3 delle norme di attuazione del PRA che riguardano le attività incompatibili (per la possibilità di amplificazione del danno), le attività sensibili (quali le scuole) e le attività comportanti affollamento (per la presenza di un significativo numero di persone).

## Dati di traffico passeggeri
I dati di traffico sono periodicamente aggiornati facendo riferimento al sito Assaeroporti.
|                     | 2000             | 2001            | 2002           | 2003             | 2004            | 2005            | 2006             | 2007             | 2008            | 2009            |
| ------------------- | ---------------- | --------------- | -------------- | ---------------- | --------------- | --------------- | ---------------- | ---------------- | --------------- | --------------- |
| Gennaio             | 225.760          | 231.311         | 202.938        | 266.230          | 266.254         | 268.881         | 256.660          | 315.611          | 349.581         | 277.980         |
| Febbraio            | 220.389          | 230.290         | 213.596        | 275.234          | 262.151         | 249.900         | 262.170          | 313.287          | 352.438         | 297.333         |
| Marzo               | 280.114          | 297.810         | 283.915        | 332.957          | 305.792         | 324.908         | 322.167          | 379.139          | 424.313         | 365.072         |
| Aprile              | 359.521          | 358.203         | 345.256        | 378.808          | 385.983         | 381.951         | 437.745          | 489.340          | 475.352         | 448.714         |
| Maggio              | 414.923          | 400.845         | 411.109        | 438.640          | 459.467         | 422.851         | 499.406          | 554.635          | 569.561         | 504.381         |
| Giugno              | 431.643          | 482.179         | 409.725        | 432.799          | 445.263         | 464.204         | 515.384          | 534.229          | 554.571         | 512.548         |
| Luglio              | 439.210          | 427.198         | 408.596        | 449.084          | 486.230         | 495.224         | 536.946          | 602.997          | 586.437         | 562.184         |
| Agosto              | 435.218          | 453.129         | 450.225        | 500.498          | 508.094         | 492.189         | 565.067          | 644.832          | 641.461         | 598.421         |
| Settembre           | 452.208          | 419.670         | 445.604        | 464.223          | 487.597         | 484.906         | 544.792          | 617.871          | 558.900         | 547.922         |
| Ottobre             | 391.021          | 331.812         | 416.021        | 443.453          | 456.009         | 428.464         | 488.556          | 557.983          | 495.014         | 502.927         |
| Novembre            | 239.358          | 215.082         | 276.609        | 301.879          | 281.122         | 284.618         | 329.028          | 384.552          | 323.045         | 347.782         |
| Dicembre            | 247.143          | 206.262         | 269.280        | 303.358          | 288.426         | 290.599         | 338.048          | 381.362          | 311.594         | 356.897         |
| TOTALE (Variazione) | 4.132.508 +13,0% | 4.053.791 -3,2% | 4.136.874 3,6% | 4.587.163 +11,0% | 4.632.388 +1,3% | 4.588.695 -1,0% | 5.095.969 +11,1% | 5.775.838 +13,3% | 5.642.266 -2,3% | 5.322.161 -5,7% |
| Fonte: Assaeroporti |                  |                 |                |                  |                 |                 |                  |                  |                 |                 |

|                     | 2010            | 2011            | 2012            | 2013            | 2014            | 2015            | 2016            | 2017             | 2018             | 2019             |
| ------------------- | --------------- | --------------- | --------------- | --------------- | --------------- | --------------- | --------------- | ---------------- | ---------------- | ---------------- |
| Gennaio             | 310.292         | 339.193         | 332.214         | 286.051         | 303.061         | 323.595         | 315.797         | 350.150          | 532.307          | 573.356          |
| Febbraio            | 313.769         | 320.828         | 321.132         | 284.198         | 294.957         | 316.337         | 331.877         | 367.223          | 519.621          | 579.272          |
| Marzo               | 386.452         | 391.334         | 406.340         | 361.911         | 372.973         | 401.229         | 425.394         | 460.964          | 670.209          | 716.921          |
| Aprile              | 422.973         | 494.597         | 509.675         | 463.890         | 501.880         | 536.293         | 553.316         | 676.557          | 850.936          | 948.778          |
| Maggio              | 532.710         | 540.990         | 566.564         | 542.107         | 588.726         | 613.858         | 662.954         | 839.020          | 941.828          | 1.054.739        |
| Giugno              | 532.917         | 548.766         | 584.489         | 551.327         | 598.435         | 630.121         | 688.472         | 894.261          | 960.495          | 1.084.983        |
| Luglio              | 596.805         | 603.819         | 613.941         | 578.816         | 638.667         | 685.322         | 775.932         | 1.000.910        | 1.053.106        | 1.165.143        |
| Agosto              | 633.664         | 632.887         | 640.011         | 605.670         | 703.599         | 708.045         | 805.496         | 1.012.022        | 1.095.860        | 1.186.284        |
| Settembre           | 580.385         | 593.551         | 606.693         | 564.052         | 624.291         | 652.172         | 739.867         | 946.611          | 1.037.174        | 1.106.431        |
| Ottobre             | 530.451         | 544.676         | 535.177         | 570.859         | 565.324         | 576.737         | 656.668         | 845.101          | 954.528          | 1.015.186        |
| Novembre            | 372.462         | 381.188         | 346.399         | 350.385         | 377.185         | 353.586         | 392.724         | 588.494          | 652.942          | 697.152          |
| Dicembre            | 371.234         | 377.044         | 339.201         | 348.156         | 390.937         | 365.893         | 427.391         | 596.214          | 663.023          | 731.823          |
| TOTALE (Variazione) | 5.584.114 +5,0% | 5.768.873 +3,3% | 5.801.836 +0,6% | 5.444.422 -6,2% | 5.960.035 +9,5% | 6.163.188 +3,4% | 6.775.988 +9,9% | 8.577.507 +26,6% | 9.932.029 +15,8% | 10.860.068 +9,3% |
| Fonte: Assaeroporti |                 |                 |                 |                 |                 |                 |                 |                  |                  |                  |

|                     | 2020             | 2021             | 2022               | 2023              | 2024             | 2025           |
| ------------------- | ---------------- | ---------------- | ------------------ | ----------------- | ---------------- | -------------- |
| Gennaio             | 617.459          | 61.309           | 370.883            | 645.007           | 621.492          | 639.218        |
| Febbraio            | 603.040          | 40.649           | 447.911            | 626.258           | 645.452          | 654.755        |
| Marzo               | 127.069          | 45.711           | 626.420            | 769.486           | 802.591          | 804.779        |
| Aprile              | 1.023            | 88.056           | 979.642            | 1.099.037         | 1.135.483        | 1.190.816      |
| Maggio              | 2.541            | 144.331          | 1.108.182          | 1.219.980         | 1.303.233        | 1.326.504      |
| Giugno              | 29.712           | 325.586          | 1.183.480          | 1.304.458         | 1.353.544        | 1.341.801      |
| Luglio              | 276.638          | 590.908          | 1.272.815          | 1.427.331         | 1.482.761        |                |
| Agosto              | 441.917          | 790.644          | 1.336.992          | 1.475.122         | 1.551.270        |                |
| Settembre           | 349.301          | 700.645          | 1.204.452          | 1.294.869         | 1.390.682        |                |
| Ottobre             | 207.388          | 713.840          | 1.073.527          | 1.191.410         | 1.218.989        |                |
| Novembre            | 50.714           | 577.887          | 627.681            | 640.362           | 552.436          |                |
| Dicembre            | 73.144           | 555.935          | 686.249            | 701.591           | 592.181          |                |
| TOTALE (Variazione) | 2.779.946 -74,4% | 4.636.501 +66,8% | 10.918.234 +135,5% | 12.394.911 +13,5% | 12.650.478 +2,1% | 5.957.873 +1,9 |
| Fonte: Assaeroporti |                  |                  |                    |                   |                  |                |

| Anno | Totale passeggeri | %      | Totale movimenti | %     |
| ---- | ----------------- | ------ | ---------------- | ----- |
| 2000 | 4.132.508         | 13,0%  | 62.494           | 9,8%  |
| 2001 | 4.053.791         | 3,2%   | 60.916           | 2,5%  |
| 2002 | 4.136.874         | 3,6%   | 63.690           | 4,6%  |
| 2003 | 4.587.163         | 11,0%  | 65.016           | 2,1%  |
| 2004 | 4.632.388         | 1,3%   | 59.962           | 7,8%  |
| 2005 | 4.588.695         | 1,0%   | 58.002           | 3,3%  |
| 2006 | 5.095.969         | 11,1%  | 61.708           | 6,4%  |
| 2007 | 5.775.838         | 13,3%  | 72.330           | 17,2% |
| 2008 | 5.642.266         | 2,3%   | 68.548           | 5,2%  |
| 2009 | 5.322.161         | 5,7%   | 64.032           | 6,6%  |
| 2010 | 5.584.114         | 5,0%   | 63.564           | 0,7%  |
| 2011 | 5.768.873         | 3,3%   | 62.878           | 1,1%  |
| 2012 | 5.801.836         | 0,6%   | 61.113           | 2,8%  |
| 2013 | 5.444.422         | 6,2%   | 55.940           | 8,5%  |
| 2014 | 5.960.035         | 9,5%   | 58.681           | 4,9%  |
| 2015 | 6.163.188         | 3,4%   | 60,261           | 1,4%  |
| 2016 | 6.775.988         | 9,9%   | 63.935           | 6,1%  |
| 2017 | 8.577.507         | 26,6%  | 75.013           | 17,3% |
| 2018 | 9.932.029         | 15,8%  | 79.722           | 6,3%  |
| 2019 | 10.860.068        | 9,3%   | 82.577           | 3,6%  |
| 2020 | 2.779.946         | 74,4%  | 29.414           | 64,4% |
| 2021 | 4.636.501         | 66,8%  | 45.333           | 54,1% |
| 2022 | 10.918.234        | 135,5% | 83.956           | 85,2% |
| 2023 | 12.394.911        | 13,5%  | 89.023           | 6,0%  |
| 2024 | 12.650.478        | 2,1%   | 86.498           | 2,8%  |
| 2025 | 4.616.072         | 2,4%   | 31.381           | 0,0%  |

I dati di seguito provengono tutti dal rapporto annuale dell'ENAC sugli aeroporti italiani.
| Rank | Aeroporto       | Passeggeri 2023 | Variazione % | Passeggeri 2022 |
| ---- | --------------- | --------------- | ------------ | --------------- |
| 1    | Milano Malpensa | 681.008         | 17,7         | 828.864         |
| 2    | Milano Linate   | 541.602         | 9,7          | 493.224         |
| 3    | Milano Bergamo  | 446.368         | 2,4          | 457.435         |
| 4    | Venezia M. Polo | 433.563         | 3,1          | 447.839         |
| 5    | Catania         | 371.139         | 16,6         | 318.577         |
| 6    | Palermo         | 349.217         | 17,5         | 297.554         |
| 7    | Torino          | 320.989         | 2,5          | 312.069         |
| 8    | Cagliari        | ND              | ND           | 146.124         |
| 9    | Genova          | ND              | ND           | 138.473         |
| 10   | Olbia           | ND              | ND           | 113.557         |
| 11   | Verona          | ND              | ND           | 105.174         |
| 12   | Roma Fiumicino  | ND              | ND           | 92.161          |
| 13   | Trieste         | ND              | ND           | 79.317          |
| 14   | Alghero         | ND              | ND           | 52.426          |

| Rank | Aeroporto                | Passeggeri 2023 | Variazione % | Passeggeri 2022 |
| ---- | ------------------------ | --------------- | ------------ | --------------- |
| 1    | Parigi Orly              | 417.349         | 10,7         | 376.995         |
| 2    | Barcellona               | 393.258         | 13,3         | 347.091         |
| 3    | Parigi Charles De Gaulle | 375.494         | 50,6         | 249.326         |
| 4    | Londra Gatwick           | 316.323         | 18,8         | 266.174         |
| 5    | Monaco                   | 277.769         | 18,8         | 233.833         |
| 6    | Madrid                   | 268.995         | 9,7          | 245.122         |
| 7    | Amsterdam                | 260.536         | 17,5         | 221.786         |
| 8    | Vienna                   | 231.592         | 35,3         | 171.195         |
| 9    | Francoforte              | 204.873         | 6,2          | 192.983         |
| 10   | Londra Stansted          | 204.121         | 18,2         | 172.691         |
| 11   | Londra Heathrow          | 198.696         | 10,2         | 180.312         |
| 12   | Sharm El Sheikh          | 191.733         | 38,8         | 138.174         |
| 13   | Istanbul                 | 155.833         | 47.8         | 105.473         |
| 14   | Tel Aviv                 | 146.621         | 60,6         | 91.171          |
| 15   | Ginevra                  | 140.991         | 14,9         | 122.705         |
| 16   | Zurigo                   | 138.365         | 37,3         | 100.778         |
| 17   | Manchester               | 135.107         | 6,0          | 127.506         |
| 18   | Dublino                  | ND              | ND           | 146.800         |
| 19   | Budapest                 | ND              | ND           | 144.761         |
| 20   | Nizza                    | ND              | ND           | 136.871         |
| 21   | Londra Luton             | ND              | ND           | 133.936         |
| 22   | Bucarest                 | ND              | ND           | 131.639         |
| 23   | Praga                    | ND              | ND           | 112.195         |
| 24   | Charleroi                | ND              | ND           | 111.521         |
| 25   | Berlino Brandeburgo      | ND              | ND           | 105.561         |
| 26   | Basilea                  | ND              | ND           | 104.088         |
| 27   | Mykonos                  | ND              | ND           | 89.178          |
| 28   | Ibiza                    | ND              | ND           | 86.786          |
| 29   | Sofia                    | ND              | ND           | 85.222          |
| 30   | Palma di Maiorca         | ND              | ND           | 81.652          |
| 31   | Malta                    | ND              | ND           | 80.578          |
| 32   | Santorini                | ND              | ND           | 72.589          |
| 33   | Lisbona                  | ND              | ND           | 72.081          |
| 34   | New York Newark          | ND              | ND           | 69.864          |
| 35   | Düsseldorf               | ND              | ND           | 67.281          |
| 36   | Tallinn                  | ND              | ND           | 66.423          |
| 37   | Marsiglia                | ND              | ND           | 63.075          |
| 38   | Stoccarda                | ND              | ND           | 61.599          |
| 39   | Edimburgo                | ND              | ND           | 60.590          |
| 40   | Atene                    | ND              | ND           | 60.362          |
| 41   | Bruxelles                | ND              | ND           | 59.614          |
| 42   | Dubai                    | ND              | ND           | 49.778          |
| 43   | Valencia                 | ND              | ND           | 47.967          |
| 44   | Varsavia Modlin          | ND              | ND           | 47.051          |
| 45   | Corfù                    | ND              | ND           | 46.816          |
| 46   | Casablanca               | ND              | ND           | 46.395          |
| 47   | Malaga                   | ND              | ND           | 45.153          |
| 48   | Tenerife Sud             | ND              | ND           | 44.415          |
| 49   | Bristol                  | ND              | ND           | 44.380          |
| 50   | Birmingham               | ND              | ND           | 40.149          |
| 51   | Cracovia                 | ND              | ND           | 37.240          |
| 52   | Copenaghen               | ND              | ND           | 36.018          |
| 53   | Varsavia Chopin          | ND              | ND           | 34.543          |
| 54   | Siviglia                 | ND              | ND           | 34.341          |
| 55   | Spalato                  | ND              | ND           | 33.321          |
| 56   | Breslavia                | ND              | ND           | 33.307          |
| 57   | Parigi Beauvais          | ND              | ND           | 32.544          |
| 58   | Tolosa                   | ND              | ND           | 30.755          |
| 59   | Zante                    | ND              | ND           | 30.510          |
| 60   | Salonicco                | ND              | ND           | 28.838          |
| 61   | Marrakech                | ND              | ND           | 28.406          |
| 62   | Norimberga               | ND              | ND           | 27.662          |
| 63   | Katowice                 | ND              | ND           | 27.464          |
| 64   | Lione                    | ND              | ND           | 26.842          |
| 65   | Zagabria                 | ND              | ND           | 25.564          |
| 66   | Dubrovnik                | ND              | ND           | 24.344          |
| 67   | Rodi                     | ND              | ND           | 23.986          |
| 68   | Skiathos                 | ND              | ND           | 23.638          |
| 69   | Amburgo                  | ND              | ND           | 23.633          |
| 70   | Minorca                  | ND              | ND           | 23.225          |
| 71   | Nantes                   | ND              | ND           | 22.987          |
| 72   | Kaunas                   | ND              | ND           | 21.863          |
| 73   | Oslo                     | ND              | ND           | 21.846          |
| 74   | Eindhoven                | ND              | ND           | 20.871          |
| 75   | Colonia                  | ND              | ND           | 20.195          |

| Rank | Città      | Passeggeri 2023 | Variazione % | Passeggeri 2022 |
| ---- | ---------- | --------------- | ------------ | --------------- |
| 1    | Milano     | 1.668.970       | 6,2          | 1.779.523       |
| 2    | Parigi     | 792.843         | 20,3         | 658.865         |
| 3    | Londra     | 719.311         | 4.5          | 753.113         |
| 4    | Venezia    | 433.563         | 3,1          | 447.839         |
| 5    | Barcellona | 393.258         | 13,3         | 347.091         |
| 6    | Catania    | 371.139         | 16,6         | 318.577         |
| 7    | Palermo    | 349.217         | 17,5         | 297.554         |
| 8    | Torino     | 320.989         | 2,5          | 312.069         |
| 9    | Monaco     | 277.769         | 18,8         | 233.833         |
| 10   | Madrid     | 268.995         | 9,7          | 245.122         |

A causa della parziale pubblicazione dei dati da parte di Enac, la città di Londra non comprende l'aeroporto di Luton.

## Trasporti e collegamenti

### Metropolitana
Il 15 dicembre 2013 è stato approvato dal CIPE un finanziamento da 650 milioni di euro per la tratta Garibaldi-Capodichino Aeroporto, con le fermate intermedie Centro Direzionale, Tribunale e Poggioreale. La fine dei lavori (per la stazione) e la relativa attivazione è prevista per il 2027. La realizzazione della stazione della metropolitana Capodichino, con un progetto architettonico ispirato al Pozzo di San Patrizio, consentirà di collegare l'aeroporto con il centro della città in soli 9 minuti. Inoltre, saranno collegati tra loro da un'unica linea metropolitana (Linea 1) e raggiungibili in pochi minuti:   l'Aeroporto Internazionale di Napoli (Capodichino), il Porto di Napoli (stazione Municipio: uscita Stazione marittima di Napoli), la Stazione ferroviaria Centrale (Garibaldi), il Centro direzionale di Napoli (Centro Direzionale e Tribunale).

### Bus
Alibus è la linea di collegamento veloce tra l'Aeroporto, la stazione ferroviaria, il centro della città e il porto. Il servizio assicura collegamenti diretti, rapidi ed efficienti, sfruttando anche la viabilità portuale dedicata fino al Molo beverello (piazza Municipio).
Dall'aeroporto di Napoli, la linea Alibus effettua le fermate di: Piazza Garibaldi (Stazione Centrale)-Immacolatella/Porta di Massa (interno Porto- terminal Traghetti per le Isole) e Molo Angioino/Beverello (terminal croceristico Stazione Marittima e Aliscafi).
Dal porto Molo Angioino/Beverello, la linea effettua le fermate di: Immacolatella/Porta di Massa (interno Porto - terminal Traghetti per le Isole), Varco Pisacane (antistante Autorità Portuale-altezza via Duomo), Piazza Garibaldi (Stazione Centrale) e Aeroporto Capodichino.
La linea pubblica 182 della ANM collega l'aeroporto con il centro della città, passando per Via Nuova del Campo, Piazza Carlo III, Via Foria, giungendo poi a Piazza Dante e viceversa.
Inoltre, ci sono servizi di collegamento con l'Aeroporto di Napoli, offerti dalle seguenti compagnie: Curreri Viaggi, Flixbus, Beducci Travel Bus SRL (Tramvia Napoli), Autolinee Liscio, Sita Sud Autotrasporti, Air Campania, Busitalia Campania, Cosat, Pintour Scarl, Cilentobus, Autolinee Curcio, Marinobus.
In particolare, Busitalia Campania offre un servizio di collegamento tra l’aeroporto e il centro città di Salerno; l’aeroporto del capoluogo partenopeo è altresì raggiungibile dalle località di Serre, Eboli e Battipaglia.

### Auto
L'Aeroporto di Napoli-Capodichino è raggiungibile grazie a tre uscite (di cui una dedicata: l'uscita Capodichino) della autostrada A56 Tangenziale di Napoli, che attraversa tutti i principali quartieri cittadini, oltre che dagli assi viari come la circumvallazione esterna, l'asse mediano, l'asse perimetrale di Melito accedendo da viale Umberto Maddalena, la SS 162 dir, la SS 7 bis, la strada statale 268 del Vesuvio, e la Domitiana, che collegano lo scalo ai comuni della città metropolitana e alla provincia di Caserta.
L'A56 è inoltre collegata con le autostrade A16 per Canosa, A1 per Milano, ed A3 per Pompei e Salerno.
Dalle suddette autrostrade prendendo l'uscita Capodichino-Aeroporto, mediante l'attraversamento del raccordo Tangenziale-Autostrada A1, denominato Ramo Capodichino, si giunge all'aeroporto di Napoli. Mentre la strada provinciale 500 dell'Asse Perimetrale di Melito (SP 500) è collegata sia alla Circumvallazione Esterna di Napoli (prima storica strada a scorrimento veloce della provincia di Napoli), che alla Strada statale 162 NC Asse Mediano (strada statale che assurge sia da tangenziale dell'Area Nord della città metropolitana di Napoli che da collegamento con la provincia di Caserta mediante la Strada provinciale 335 ex SS 265 dei Ponti della Valle). La Tangenziale di Napoli, poco dopo l'uscita Capodichino, è altresì collegata alla Strada statale 162 dir del Centro Direzionale (strada statale che collega la Tangenziale di Napoli con il Centro direzionale di Napoli, l'hinterland nord-orientale della città metropolitana di Napoli e la zona vesuviana).
Il complesso aeroportuale dispone di sette aree di parcheggio custodite dedicate ad automobili e motocicli, di cui uno (il P3) interamente sotterraneo con accesso diretto al terminal. Dispongono complessivamente di 2 215 posti auto. Tra questi, 45 sono riservati gratuitamente a persone con disabilità. Per i motocicli sono disponibili 133 posti.

## Distanze
- Avellino: 52,1 km[32]
- Caserta: 25,8 km[32]
- Benevento: 65,9 km[32]
- Napoli: 3,9 km[32]
- Salerno: 57,3 km[32]
- Potenza: 160 km[32]
- Matera: 246 km[32]
- Campobasso: 127 km[32]
- Isernia: 104 km[32]